# Daniel Mejías
Daniel Mejías Hurtado (26 tháng 7 năm 1982 – 8 tháng 11 năm 2022) là một cố cầu thủ bóng đá người Andorra đã từng thi đấu ở vị trí tiền vệ.
Anh bắt đầu thi đấu cho đội tuyển Andorra vào năm 2010.
Mejías qua đời vào ngày 8 tháng 11 năm 2022, ở tuổi 40.